# Torebosjön
Torebosjön är en sjö i Orusts kommun i Bohuslän och ingår i Göta älv-Bäveåns kustområde. Sjön är 10,5 meter djup, har en yta på 0,149 kvadratkilometer och befinner sig 19 meter över havet. Vid provfiske har abborre, gädda, löja och mört fångats i sjön.

## Delavrinningsområde
Torebosjön ingår i det delavrinningsområde (646113-125051) som SMHI kallar för Mynnar i havet. Medelhöjden är 41 meter över havet och ytan är 3,83 kvadratkilometer. Det finns ett avrinningsområde uppströms, och räknas det in blir den ackumulerade arean 22,96 kvadratkilometer. Avrinningsområdets utflöde mynnar i havet. Avrinningsområdet består mestadels av skog (87 %). Avrinningsområdet har 0,15 kvadratkilometer vattenytor vilket ger det en sjöprocent på 3,8 %.